# Terremoto della Calabria del 1907
Il terremoto della Calabria del 1907 fu  un sisma avvenuto il 23 ottobre 1907 alle ore 21:28 nella provincia di Reggio Calabria, un anno prima del disastroso terremoto di Messina. Raggiunse la magnitudo di 5,9 della scala Richter. Ferruzzano fu il centro più colpito.
La scossa maggiore, con epicentro non molto profondo, fu preceduta di tre minuti da una prima scossa abbastanza forte da essere avvertita, con epicentro più profondo. 
La scossa maggiore causò uno tsunami con avanzamento del mare sulla spiaggia di circa 30 m per una lunghezza di circa 10 km di costa, tra capo Bruzzano e la foce della fiumara Careri.
Ferruzzano ebbe 158 morti e molte case crollarono. La gravità dei danni fu dovuta anche alla natura franosa e al pendio della roccia su cui erano edificate. Morti e feriti e case crollate furono riscontrati anche in altri centri della provincia (Sant'Ilario dello Ionio, Bovalino, Bianconovo, Africo, San Luca, Sant'Eufemia d'Aspromonte, Maropati, nel borgo di Precacore nel comune di Samo e a Casignana). I danni furono causati anche dalle vecchie lesioni dei terremoti del 1894 e del 1905, non ancora riparate.